# PU-12

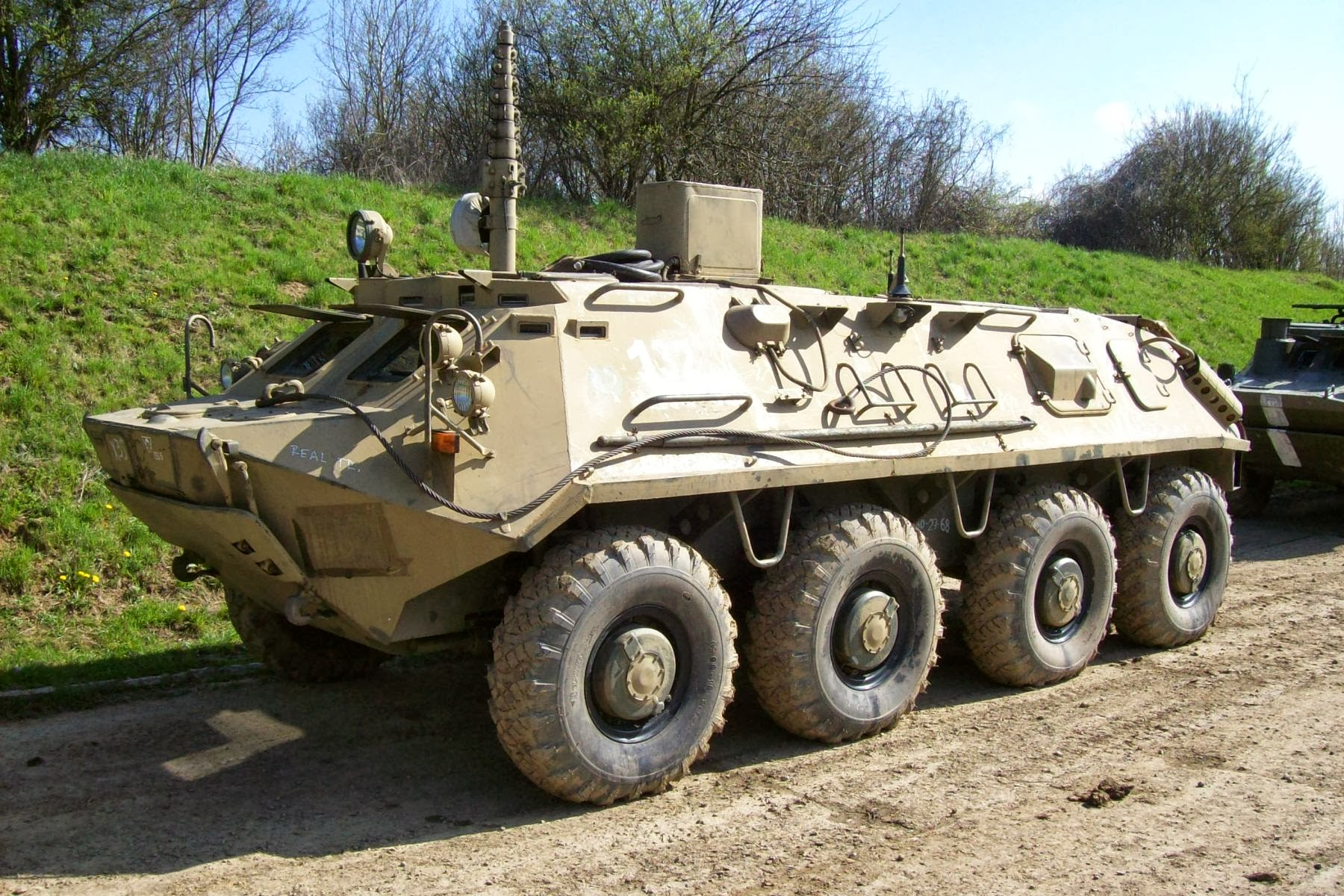
Führungsstelle 9S482 (PU-12)

Die Führungsstelle PU-12 (russisch пункт управления-12,  ПУ-12, Transkription: Punkt uprawlenja-12) diente zur Führung des Feuers von Flak- und Flugabwehrraketenbatterien. Die Führungsstelle diente zur Darstellung eines Luftlagebildes, der Auswahl der zu bekämpfenden Ziele und der Weiterleitung der Zieldaten in die Fla- und Flugabwehrraketenbatterien. Entwickelt wurde das Gerät in den 1950er Jahren in der Sowjetunion. Zum Einsatz kam sie in den mit der Fla-Sfl ZSU-23-4 ausgerüsteten Flugabwehrbatterien und in den mit dieser und dem Flugabwehrraketensystem 9K31 Strela-1 bzw. 9K35 Strela-10 ausgerüsteten Flugabwehrraketenbatterien der motorisierten Schützen- und Panzerregimenter. Sie wurde ebenfalls in den mit dem Flugabwehrraketensystemen 9K33 Osa ausgerüsteten Flugabwehrraketenregimentern der motorisierten Schützendivisionen genutzt.
Der GRAU-Index des Systems ist 9S482, für die Weiterentwicklung PU-12M entsprechend 9S482M. Im Nummernverzeichnis der Technik und Bewaffnung in der Bedarfsträgerschaft des Raketen- und Waffentechnischen Dienstes der Nationalen Volksarmee (NVA) wurde dem System die Nummer 50 15 00 (9S482) bzw. 50 16 00 (9S482M) zugewiesen. In der NVA wurde das System als automatisierte Führungsstelle, abgekürzt AFüSt, bezeichnet.

## Vorgeschichte
In der Sowjetunion wurden in den 1950er Jahren die ersten Flugabwehrraketensysteme in den Truppendienst eingeführt. Gleichzeitig wurden mit den Radarstationen P-12 und P-15 für die damalige Zeit leistungsfähige Aufklärungsmittel verfügbar. Für diese weitreichenden Aufklärungs- und Wirksysteme mussten auch entsprechende Mittel zur Feuerleitung geschaffen werden. Mit dem automatisierten Feuerleitkomplex 9S44 Krab stand ab Ende der 1950er Jahre ein System zur Verfügung, das die Darstellung eines einheitlichen Luftlagebildes, die Auswahl der zu bekämpfenden Ziele und die Ermittlung der Richtwerte für die Fla- und Flugabwehrraketenbatterien ermöglichte. Zunächst für den Einsatz in den mit der automatischen 57-mm-Flak S-60 bzw. dem Flugabwehrraketensystem S-75 Dwina entwickelt, wurde es später für den Einsatz in den mit den Flugabwehrraketensystemen 2K11 Krug bzw. 2K12 Kub ausgerüsteten Flugabwehrraketenregimentern adaptiert. Das System entsprach dem damaligen Stand der Technik, wies aber im Hinblick auf die Anzahl der gleichzeitig darstellbaren und zu bekämpfenden Luftziele Mängel auf, auch war die Zuverlässigkeit der Datenübertragung nicht sehr hoch. Für den Einsatz in den mit verlegefähigen Waffensystemen ausgerichteten Regimentern entwickelt, war die taktische Beweglichkeit entsprechend gering. Mit der ZSU-23-4 wurde jedoch in der Sowjetarmee in den 1960er Jahren erstmals ein Flugabwehrsystem eingeführt, das Aufklärung und Feuerkampf in der Bewegung durchführen konnte. Auch die Flugabwehrraketensysteme 9K31, 9K33 und 9K35 waren mobil, so dass das System 9S44 nicht mehr den gestiegenen Anforderungen entsprach.

## Konstruktion

### Aufbau der Führungsstelle
Die Führungsstelle besteht aus
- dem automatisierten Führungssystem ASPD bzw. ASPD-M,
- der Fernmeldeausrüstung,
- der Navigationsausrüstung,
- der Luftlagekarte,
- den Informationstableaus zur Darstellung des Zustandes und der Gefechtsarbeit der Flugabwehrkomplexe,
- der Stromversorgung,
- verschiedenen Beobachtungsgeräten,
- dem Zubehör und dem
- Basisfahrzeug.

Die Bestandteile des Systems ermöglichten einen weitgehend autonomen Einsatz sowie die Prüfung, Wartung und Instandsetzung unter feldmäßigen Bedingungen.

### Grundsätzliches Zusammenwirken der Elemente des Systems
Zur Darstellung des Luftlagebildes konnte die Führungsstelle mit verschiedenen Radarstationen gekoppelt werden. Typisch war der Einsatz mit den Radargeräten P-19 und P-40, jedoch war auch ein Einsatz mit der P-15 möglich. Die Führungsstelle konnte bis auf eine Entfernung von 300 m abgesetzt von den Radarstationen betrieben werden. Dargestellt wurde das Luftlagebild auf einem Sichtgerät. Die zu bekämpfenden Ziele konnten ausgewählt und mit zusätzlichen Informationen versehen werden. Die Zieldaten und die zusätzlichen Informationen konnten an eine weitere Führungsstelle, die sich typischerweise innerhalb der Fla- bzw. Flugabwehrraketenbatterie befand, übertragen werden. Insgesamt wurde dadurch die Darstellung eines einheitlichen Luftlagebildes innerhalb des Regimentes ermöglicht. Die zentrale Auswahl der zu bekämpfenden Ziele vermied Mehrfach- oder Nichtbekämpfung eines Luftzieles.
Eine automatische Übertragung der Zieldaten an die Fla-Sfl bzw. die Startfahrzeuge war jedoch – im Gegensatz zum System 9S44 – nicht möglich. Die Zieldaten mussten stattdessen mittels Sprechfunk übermittelt werden.
Die Besatzung der Führungsstelle bestand aus insgesamt vier Soldaten:
- Gruppenführer,
- Operator,
- Funker-Aufklärer und
- Fahrer.

### Trägerfahrzeug, Stromversorgung und Navigationsausrüstung
Als Trägerfahrzeug kam ein Transportpanzer BTR-60PB zum Einsatz. Von der Ursprungsversion ist die Führungsstelle durch den 6-m-Teleskopmast für die Antenne und das Fehlen des Drehturmes für die Bewaffnung zu unterscheiden. Der Drehkranz des Turmes wurde durch eine Platte verschlossen, auf der das Stromaggregat verlastet ist. Wanne, Fahrgestell und Motorisierung des BTR-60 blieben unverändert. Das Führungssystem ASPD bzw. ASPD-M, die Fernmelde- und Navigationsausrüstung sowie die Luftlagekarte wurden im Kampfraum des Transportpanzers installiert.
Die Stromversorgung wurde über das Elektroaggregat AB-1-P/30-M1-I und den mit den Fahrmotoren gekoppelten Generator G290B sichergestellt. Das Aggregat gab bei einer Nennspannung von 30 V Gleichstrom eine Leistung von einem Kilowatt ab.
Die Navigationsausrüstung bestand aus dem Kursanzeiger 1G13M und dem Kurstisch KP-4. Beim Kursanzeiger handelt es sich um einen Kreiselkompass zur Ermittlung der Bewegungsrichtung des Fahrzeuges. Der Kurstisch ist ein Rechengerät, mit dem ununterbrochen während der Fahrt die Koordinaten des Standpunktes der Führungsstelle ermittelt werden, die zurückgelegte Marschstrecke wird dabei in eine Karte eingezeichnet. Der mittlere Fehler der Koordinatenbestimmung ist bei einer Marschstrecke von unter 4 km geringer als 22 m, bei größeren Entfernungen beträgt er 0,6 % der zurückgelegten Strecke. Mit Hilfe des mitgeführten Richtkreises PAB-2 konnte die Stellung der Führungsstelle vermessen und die Navigationsanlage eingerichtet werden.

### Automatisiertes Führungssystem ASPD, Informationstableaus und Luftlagekarte

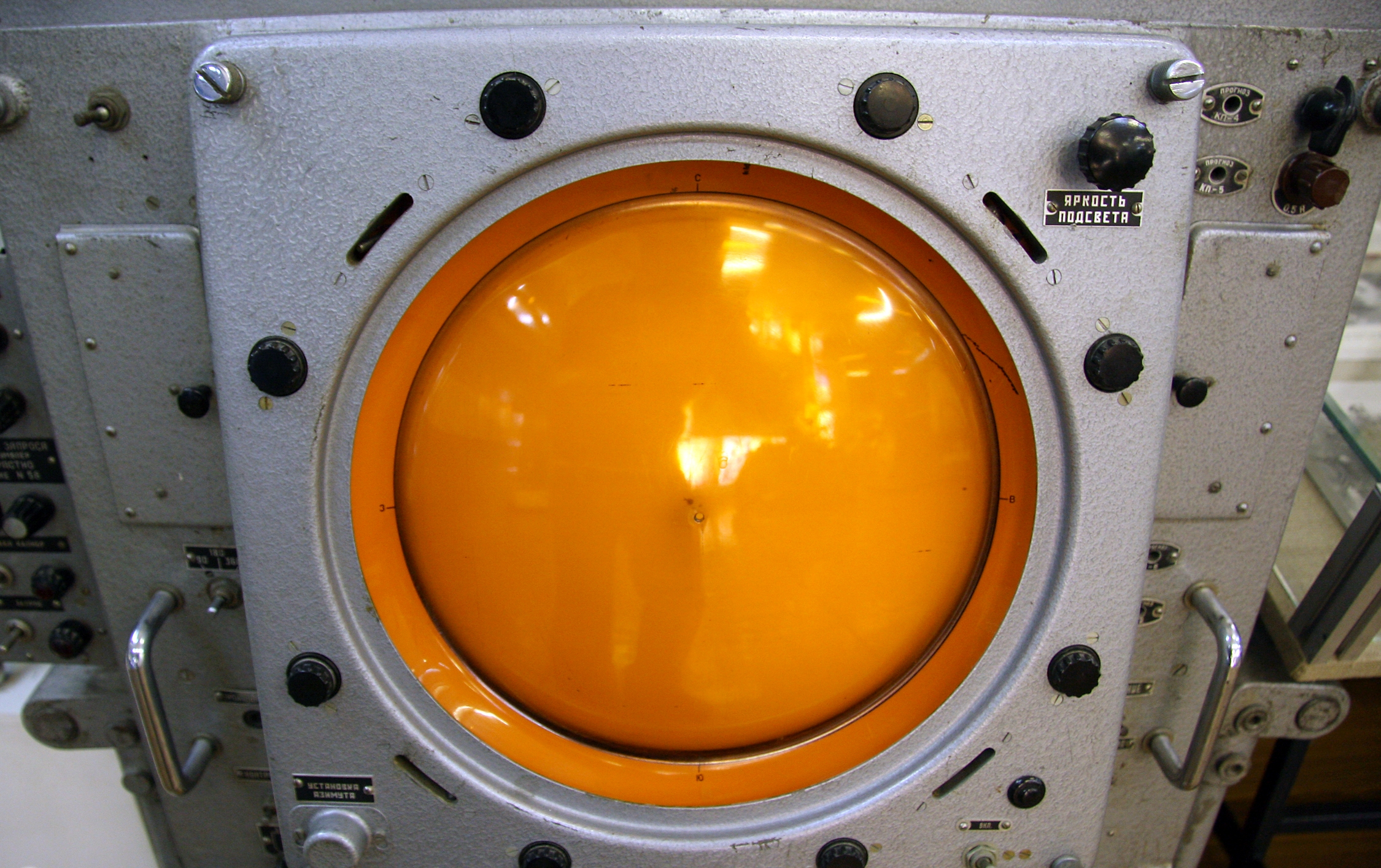
In Bildmitte unten ein Sichtgerät IT, das auch im ASPDU zur Darstellung des Luftlagebildes benutzt wurde

Das automatisierte Führungssystem ASPD (russisch автоматическая система передачи данных) dient zur automatischen Übertragung, Empfang, Speicherung und Darstellung (auf einem Rundsichtgerät) von Luftlageinformationen und dem Empfang und der Abgabe adressierter Zielzuweisungen. Weiterhin konnten Kommandos oder Meldungen in Form zweistelliger Ziffern übertragen und dargestellt werden. In der Modifikation PU-12M kam das ASPD-U (russisch автоматическая система передачи данных усовершенствованная) zum Einsatz. Mit dem ASPDU konnte eine größere Anzahl von Luftzielen dargestellt und zur Bekämpfung ausgewählt werden. Die von den gekoppelten Radargeräten ermittelten Zieldaten wurden auf einem Sichtgerät IT bzw. IT-45 (PU-12M) dargestellt, dabei wurde der Umlauf des Sichtgerätes mit dem Umlauf der Radarstation synchronisiert. Der Maßstab der Darstellung war zwischen 100 und 50 km umschaltbar. Die zu bekämpfenden Luftziele wurden ausgewählt und markiert. Dabei wurde jedem zu bekämpfenden Luftziel eine zweistellige Zielnummer, die Zielhöhe sowie weitere Informationen zugewiesen. Zwischen der Radarstation und der Führungsstelle bzw. zwischen zwei Führungsstellen wurden die Informationen über einen Datenlink entweder über Funk oder drahtgebunden übertragen. Insgesamt konnten von einer Führungsstelle bis zu sechs weitere Führungsstellen angebunden werden. Die Fehler in der Zielzuweisung betrugen nach dem Seitenwinkel maximal 5° und nach der Entfernung maximal 3.000 m.
Mit Hilfe der Informationstableaus IT-1 bzw. IT-2 kann der technische Zustand und die taktische Lage der geführten Flugabwehrraketensysteme dargestellt und eingegeben werden.
Auf der Luftlagekarte wurden die Trassen der Luftziele, bezogen auf den Standort der angeschlossenen Radarstationen, manuell aufgetragen und der Seitenwinkel und die Schrägentfernung der Ziele, bezogen auf den eigenen Standort, ermittelt.

### Funkausrüstung
Die Funkausrüstung bestand aus insgesamt fünf Funkgeräten: einem UKW-Funkgerätesatz R-111, drei Panzerfunkgeräten R-123 und einem Funkgerät R-407. Mit der Funkausrüstung waren Reichweiten von 25 bis 30 km in der Bewegung und 50 bis 60 km im Stand möglich. Über das Kommandeurssprechpult RTK-1 und die Verteilerkästen sowie die Bordsprechanlage wurde die Kommunikation innerhalb der Führungsstelle sichergestellt sowie die zu nutzenden Funkgeräte ausgewählt. Weiterhin konnten an das Kommandeurssprechpult bis zu fünf drahtgebundene Fernmeldeleitungen angeschlossen werden.

## Einsatz

### Einsatzgrundsätze

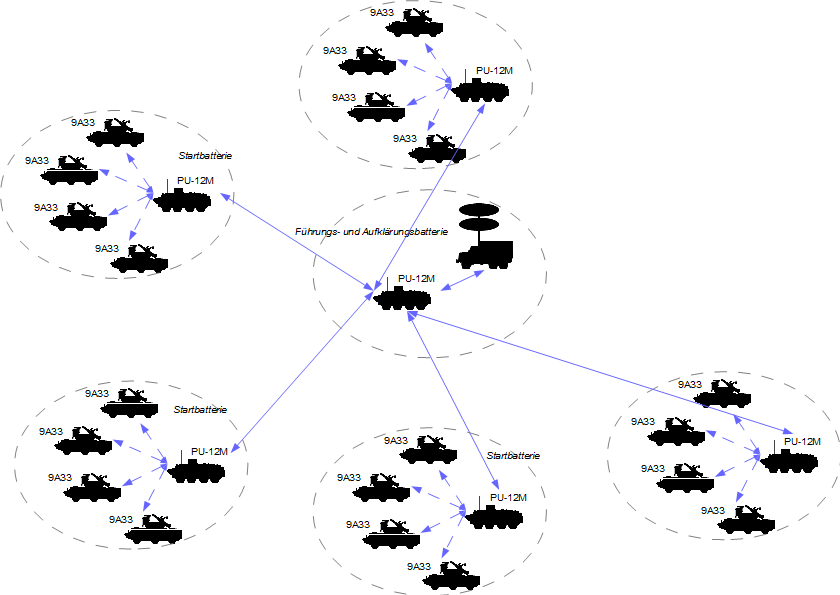
Einsatz der Führungsstelle PU-12M im Fla-Raketenregiment 9K33

Die automatisierte Führungsstelle PU-12 wurde ursprünglich zur Führung der mit der ZSU-23-4 ausgerüsteten Flugabwehrbatterien sowie der mit der 9K31 Strela-1 bzw. 9K35 Strela-10 ausgerüsteten Flugabwehrraketenbatterien entwickelt. Diese Batterien verfügen nicht über eigene elektronische Aufklärungsmittel. Die Fla-Sfl 23/4 verfügt zwar über die Möglichkeit der elektronischen Aufklärung, jedoch ist die Reichweite gering. Weiterhin kann ein einheitliches Luftlagebild in der Batterie nicht dargestellt werden. Dies erhöht die Gefahr der Nicht- bzw. Mehrfachbekämpfung von Luftzielen und schränkt die Wirksamkeit der Batterie insgesamt ein.

Zur Gewinnung von Aufklärungsinformationen stehen jedoch dem Leiter Truppenluftabwehr der motorisierten Schützen- bzw. Panzerregimenter weitreichende Radargeräte zur Verfügung. Diese Luftlageinformationen wurden in der Führungsstelle des Leiter Truppenluftabwehr dargestellt und von dieser an die Führungsstelle der Fla- bzw. Flugabwehrraketenbatterie übertragen, die sich mehrere Kilometer von der Führungsstelle des Leiter Truppenluftabwehr entfernt befinden konnte. Durch diese Übertragung wurde ein einheitliches Luftlagebild im Regiment sichergestellt. Der technische Zustand und die Einsatzbereitschaft der Flugabwehrwaffen der Batterie wurde in der Führungsstelle der Batterie eingegeben und an die Führungsstelle des Leiter Truppenluftabwehr übertragen, der dadurch ständig über ein aktuelles Lagebild der eigenen Kräfte verfügte. Durch die zentrale Zielzuweisung des Leiters Truppenluftabwehr konnte ein koordinierter, der Bedrohungs- und eigenen Lage entsprechender Einsatz der Waffensysteme sichergestellt werden.
Die automatisierte Führungsstelle PU-12M wurde in den mit dem Flugabwehrraketensystem 9K33 Osa ausgerüsteten Flugabwehraktenregimentern der motorisierten Schützendivisionen genutzt. Hier war jeweils eine Führungsstelle in der Führungsbatterie des Regimentes und jeweils eine Führungsstelle in den fünf Flugabwehraktenbatterien vorhanden, die Führungsstelle der Führungsbatterie diente dabei zur Darstellung des Luftlagebildes und zur Zielzuweisung.
Die automatisierte Führungsstelle PU-12M wurde weiterhin in den mit dem Flugabwehrraketensystem 9K330 Tor ausgerüsteten Flugabwehrraketenregimentern, den mit der 2K22 Tunguska ausgerüsteten Flugabwehrbatterien sowie zur Führung von tragbaren Flugabwehrraketensystemen eingesetzt. Mittlerweile wurde die Führungsstelle PU-12M durch die Führungsstellen PU-12M6 und PU-12M7 weitgehend abgelöst.

### Einsatz in der NVA
Die Nationale Volksarmee der DDR beschaffte die PU-12 ab Beginn der 1980er Jahre. Ausgerüstet wurden die Fla-Sfl Batterien ZSU-23-2 „Schilka“ und die Fla-Raketen-Artilleriebatterien (ZSU-23-4 „Schilka“ und FRK 9K31M „Strela 1“ bzw. 9K35M „Strela 10“) der motorisierten Schützen- und Panzerregimenter sowie die Führungsbatterien der Chefs und Leiter Truppenluftabwehr. Ab Mitte der 1980er Jahre wurden mit der PU-12M auch die beiden Flugabwehrraketenregimenter der 8. motorisierten und 11. motorisierten Schützendivision ausgerüstet.
Nach Auflösung der NVA wurden mehrere PU-12M zusammen mit den 9K33 Osa an Griechenland übergeben. Einige wenige Führungsstellen wurden von der Bundeswehr übernommen und zur Bedrohungssimulation eingesetzt.